# Elpenor
Na mitologia grega, Elpenor (também escrito Elpinor) Predefinição:Pronunciation-needed (Ἐλπήνωρ, gen.: Ἐλπήνορος) foi o mais jovem camarada de Ulisses. Enquanto estava na ilha de Circe, ele ficou bêbado e resolveu passar a noite no telhado. De manhã, ele escorregou na escada caiu e quebrou seu pescoço.

## A história
Elpenor não era especialmente notável por sua inteligência ou a força, mas ele sobreviveu a Guerra de Tróia, e aparece na Odisséia. Ele é o homem mais jovem a sobreviver aos Lestrigões. Enquanto Ulisses estava ficando na, ilha de Circe Elpenor ficou bêbado e subiu no telhado do palácio de Circe para dormir. Na manhã seguinte, ao acordar e ouvir seus companheiros, fazendo os preparativos para a viagem para Hades, ele se esqueceu que ele estava no telhado e caiu, quebrando seu pescoço. Ulisses e seus homens aparentemente notaram a sua ausência, mas eles estavam demasiado ocupados para procurar por ele. Quando Ulisses chegou no Hades, Elpenor foi a primeira sombra para atender Ulisses, e pediu-lhe para voltar para a ilha de Circe e dar-lhe um bom  sepultamento. Depois de terminar a sua tarefa no submundo, Ulisses voltou para a ilha de Circe e enterrou Elpenor, eles então o sepultaram com a sua armadura e marcaram a sepultura com um remo de seu navio.